# Multisala (album)
Multisala è il secondo album in studio del cantautore italiano Franco126, pubblicato il 22 aprile 2021 dalla Universal.

## Tracce
Testi e musiche di Federico Bertollini e Stefano Ceri, eccetto dove indicato.
1. Che senso ha – 3:54
2. Blue Jeans (feat. Calcutta) – 4:00
3. Miopia – 3:32
4. Simone – 4:11
5. Vestito a fiori – 3:55
6. Maledetto tempo – 3:57
7. Accidenti a te – 3:35
8. Nessun perché – 3:34
9. Ladri di sogni – 3:45
10. Lieto fine – 3:21

## Formazione
- Franco126 – voce
- Calcutta – voce aggiuntiva (traccia 2)
- Ceri – produzione

## Classifiche

### Classifiche settimanali
| Classifica (2021) | Posizione massima |
| ----------------- | ----------------- |
| Italia            | 1                 |

### Classifiche di fine anno
| Classifica (2021) | Posizione |
| ----------------- | --------- |
| Italia            | 89        |